# Confort-Meilars

Confort-Meilars este o comună în departamentul Finistère, Franța. În 1 ianuarie 2022 avea o populație de 860 de locuitori.